# Schlagwortkatalog

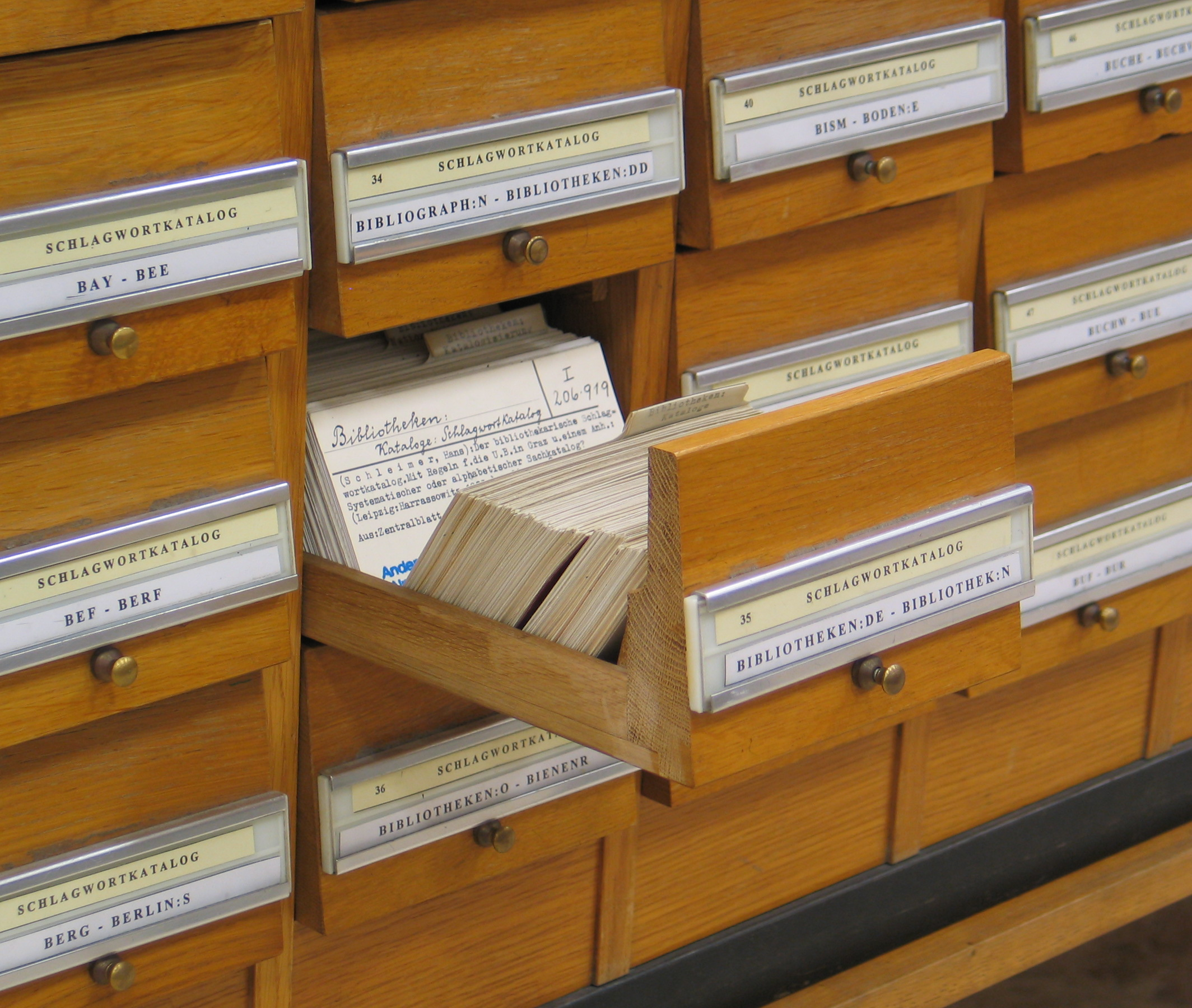
Schlagwortkatalog 1926–1993 der Universitätsbibliothek Graz

Der Schlagwortkatalog (SWK) ist ein Bibliothekskatalog, der die Publikationen nach Schlagwörtern verzeichnet und so die punktuelle thematische Suche nach Literatur erlaubt. Unter einem Schlagwort wird dabei ein natürlichsprachlicher Ausdruck verstanden, der den Inhalt der Publikation möglichst kurz, aber präzise wiedergibt. Komplexe Inhalte können durch eine Schlagwortkette, eine Kombination mehrerer Einzelschlagwörter, beschrieben werden (Beispiel: Uganda / Kind / Soldatin / Erlebnisbericht). Die Unterschlagwörter dienen nicht nur der gezielten Recherche, sondern lassen den Katalogbenutzer auch erkennen, ob das gefundene Dokument für ihn relevant ist. Während frühere Schlagwortkataloge als eigenständiger Zettelkatalog geführt wurden, ist die Suchmöglichkeit nach Schlagwörtern in modernen OPACs integriert.

## Regeln für die Schlagwortkatalogisierung
Die Regeln für die Schlagwortkatalogisierung (RSWK; bis zur dritten Auflage: Regeln für den Schlagwortkatalog) sind heute in wissenschaftlichen Universalbibliotheken, in öffentlichen Bibliotheken, mit Einschränkung in Spezialbibliotheken Deutschlands, Österreichs, der deutschsprachigen Schweiz und in deutschsprachigen Bibliotheken Südtirols das Regelwerk für die verbale Sacherschließung. Daneben besteht das Verzeichnis der Schlagwörter, die zur Beschlagwortung zur Verfügung stehen, die Schlagwortnormdatei SWD. Sie ist im Jahr 2012 aufgegangen in der Gemeinsamen Normdatei (GND).